# Aeródromo Militar de Tancos
O Aeródromo Militar de Tancos é uma base e infraestrutura aeronáutica do Exército Português localizada no Polígono de Tancos, Município de Vila Nova da Barquinha. Até 1993, foi uma base aérea da Força Aérea Portuguesa. Atualmente, a instalação alberga o comando da Brigada de Reação Rápida e também a sede da Unidade de Aviação Ligeira do Exército. Como aeródromo, a infraestrutura serve de apoio às aeronaves que se deslocam a Tancos para realizarem operações de treino e transporte das tropas paraquedistas que se encontram estacionadas na região.

## Futuro
Com a necessidade de construção de um novo aeroporto complementar de Lisboa, utilizando a infraestrutura militar do Montijo, a Força deslocalizará para o Aeródromo Militar de Tancos, as esquadras de transporte táctico militar -  Esquadra 502 "Elefantes" e Esquadra 501 "Bisontes"  - correspondentes ás aeronaves EADS CASA C-295 e Lockheed C-130 Hercules. Com esta mudança, a Força Aérea aproveitará para dotar a Base Aérea de Tancos de infraestruturas para a nova aeronave Embraer KC-390, bem como para o apoio ao combate directo e indirecto a incêndios florestais.

## História
O Aeródromo Militar de Tancos foi ativado em 1919, com a instalação da Esquadrilha Mista de Depósito, transferida para ali vinda de Alverca. Em 1921, torna-se a sede da primeira unidade operacional portuguesa de aviação de caça, a Esquadrilha de Caça N.º 1. Com a criação da Força Aérea Portuguesa, em 1952, o aeródromo passou para a tutela deste ramo, já como base aérea. Em 1993, o aeródromo é transferido para o Exército, operando como base de tropas paraquedistas.
La Ação Revolucionária Armada durante Operação "Águia Real" destruiu ou danificou 28 aeronaves e helicópteros le 8 de Março de 1971.
Ao longo da sua história, a base teve as seguintes denominações e funções:
Na Aeronáutica Militar (Exército Português):
1919: Instalação da Esquadrilha Mista de Depósito (EMD);
1920: Inauguração oficial do Campo de Tancos, onde continua sedeada a EMD;
1921-1927: Campo de Tancos, sede da Esquadrilha de Caça N.º 1;
1927-1938: Campo de Tancos, sede do Grupo Independente de Aviação de Proteção e Combate;
1938: Base Aérea de Tancos, base de aviação de caça;
1938-1952: Base Aérea N.º 3, base de aviação de caça.
Na Força Aérea Portuguesa:
1952-1955: Base Aérea N.º 3, base de aviação de caça;
1955-1993: Base Aérea N.º 3, base de aviação de ligação, transporte e treino de tropas paraquedistas.
No Exército Português:
1993-2006: Aeródromo Militar de Tancos, sede do Comando de Tropas Aerotransportadas e do Grupo de Aviação Ligeira do Exército;
2006-atualidade: Aeródromo Militar de Tancos, sede do comando da Brigada de Reacção Rápida e da Unidade de Aviação Ligeira do Exército (UALE).